# Юдейска пустиня
Юдейската пустиня (на иврит: מִדְבַּר יְהוּדָה, на арабски: صحراء يهودا) е пустиня в Западния бряг и Израел, която се намира на изток от Йерусалим и се спуска към Мъртво море. Под името Ел Бария, тя е номинирана в предварителния списък на обектите на световното културно и природно наследство в държавата Палестина, особено заради монашеските руини.

## Етимология
Името на иврит „Иудина“ или „Иудейска“ пустиня произхожда от еврейската Библия и се споменава в Книгата на съдиите и Псалтира.

## География
Юдейската пустиня се намира на изток от Йерусалим и се спуска към Мъртво море. Простира се от североизточната част на Негев до източната част на Бейт Ел и е белязана от естествени тераси с откоси. Завършва със стръмен склон, спускащ се към Мъртво море и долината на река Йордан. Юдейската пустиня се характеризира с релефа на плато, което завършва на изток в скала. Пресича се от множество уади, течащи от запад на изток, и има много проломи, повечето от които дълбоки, от 266 м на запад до 183 м на изток. Юдейската пустиня е област със специална морфологична структура по протежение на източната част на Юдейските планини .
Изследване от Еврейския университет в Йерусалим на подземен воден резервоар под Юдейската пустиня, известен като Юдейския групов водоносен хоризонт, установява, че водоносният хоризонт започва в Юдейските планини и тече в североизточна посока към Мъртво море с изтичания при Цуким, Кейн, изворите Самар и Ейн-Геди. Водоносният хоризонт се захранва от валежи и има среден годишен обем от около 100 × 106 м 3 вода.

## Климат
Валежите в района на Юдея варират в различните райони: между 400 и 500 мм по западните хълмове, до 600 мм около западен Йерусалим (в централна Юдея), около 400 мм в източен Йерусалим и едва около 100 мм в източните части, поради ефекта на валежната сянка. Климатът варира от средиземноморски на запад и пустинен климат на изток, с ивица степен климат в центъра.

## Флора и фауна
Скалните дамани и нубийските козирози живеят на пустинното плато и скалите на Мъртво море. Доскоро в района се срещат арабски леопарди, но в резултат на бракониерство постепенно са изчезнали. Арабски леопард е забелязан за последен път в Ейн Фешка.
Често срещаните птици в района включват късоопашат гарван, обикновена черноопашка, оранжевокрил скорец, бързолет, лястовица, арабска тимелия, каменарче и пустинна яребица.
Юдейската пустиня е дом на различни влечуги, включително отровници като Echis coloratus и къртццова отровница. Потоците са дом на различни риби и земноводни.

## Галерия
- Манастирът Мар Саба, близо до Витлеем
- Манастирът „Свети Георги от Хозиба“, близо до Йерихон
- Манастирът на изкушението на Джебел Курунтул, с изглед към Йерихон и Мъртво море
- Масада, древна крепост, е била сцена на известна обсада по време на Първата еврейско-римска война . Римската обсадна рампа може да се види вдясно
- Изглед към Юдейската пустиня от планината Яир, Ейн Геди
- Юдейската пустиня, както се вижда от Маале Адумим (предградие на Йерусалим)